# (100056) 1992 DZ3
(100056) 1992 DZ3 es un asteroide perteneciente al cinturón de asteroides, descubierto el 29 de febrero de 1992 por el equipo del Spacewatch desde el Observatorio Nacional de Kitt Peak, Arizona, Estados Unidos.